# Trefpunt (Oss)
Het Trefpunt was een parochiekerk in de Noord-Brabantse stad Oss. Deze kerk was gelegen aan de van Maanenstraat.
Deze in 1974 gebouwde kerk was, na de Scheppingskerk, de tweede parochiekerk in de westelijke uitbreidingswijk van Oss. Het gebouw werd ontworpen door Vercruysse.
In 1988 werd de kerk alweer onttrokken aan de eredienst, waarna ze in verval raakte en omstreeks 1997 werd gesloopt. Waar eens de kerk stond, staan nu woningen.